# Stil arhitectural

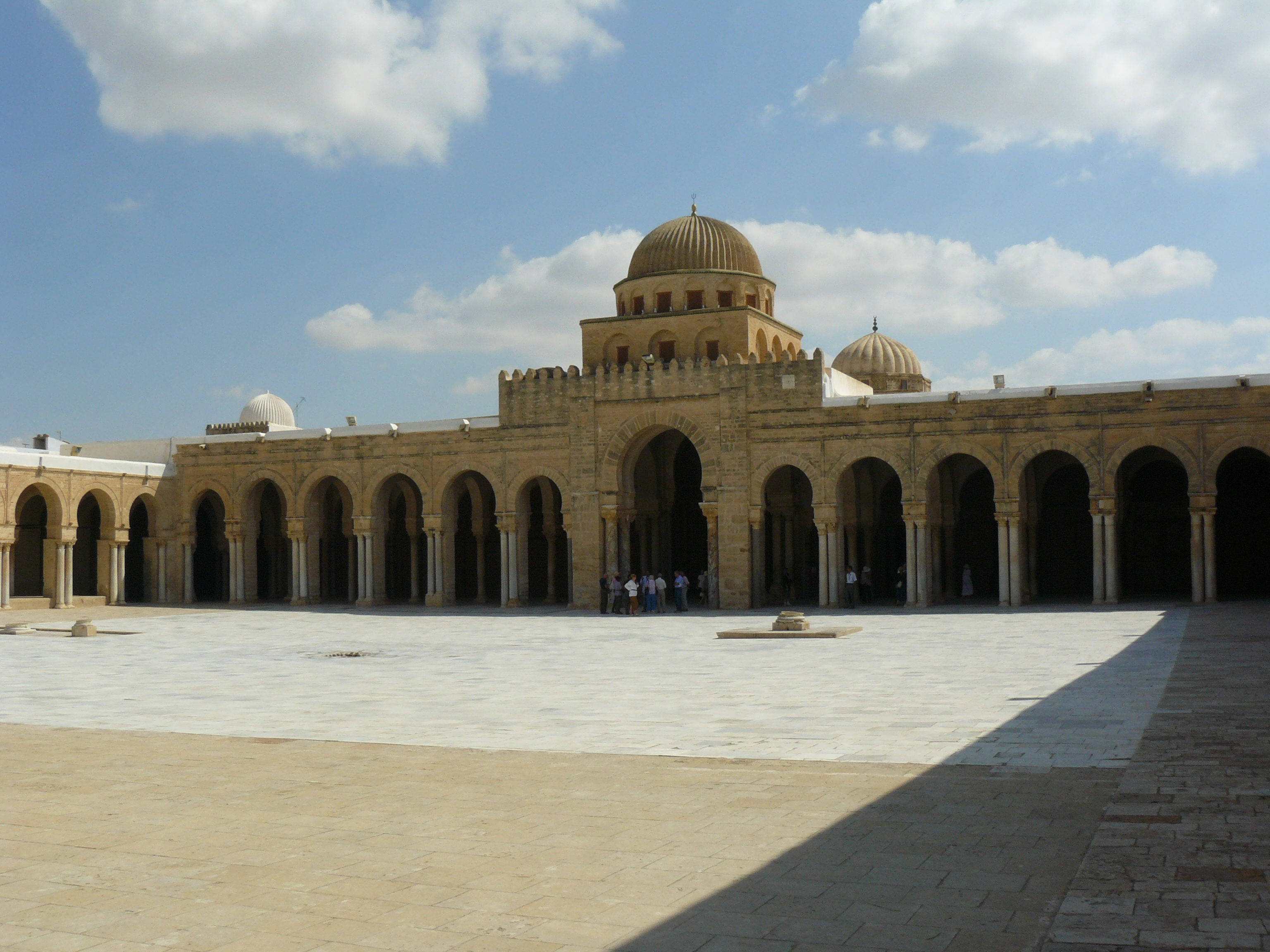
Arhitectura islamica din secolele VII și IX Marea Moschee din Kairouan, Construită in 670 de generalul Uqba ibn Nafi, și renovată în secolul IX, este considerată strămoșul arhitectural al tuturor moscheilor din lumea islamică occidentală și reprezintă unul dintre exemplele cele mai bine conservate si cele mai importante moschei în Kairouan in Tunisia.

Un stil arhitectural este o metodă specifică de construcție, caracterizat sau definit prin caracteristicile care îl fac remarcat. Un stil poate include elemente cum ar fi forma, metoda de construcție, materiale, și caracterul sau specificul regional. Cel mai adesea stilurile arhitecturale sunt clasificate ca o cronologie de stiluri, care se schimbă în timp, în funcție de perioada în care acestea s-au manifestat. Schimbările de stiluri pot reflecta, tradiții, credințe și religii în  schimbare, sau apariția de noi idei și tehnologii noi, care fac posibile stiluri noi.
Prin urmare, stilurile arhitecturale, sunt influențate sau determinate de istoria unei societăți și sunt documentate în obiect de istoria arhitecturii. În orice perioadă, se pot manifesta mai multe stiluri, chiar și atunci când un stil se schimbă, deoarece acest lucru se face treptat, pentru ca arhitecți să învețe și să se adapteze la noile idei. Noul stil este, uneori, doar o replică sau o revoltă împotriva unui stil existent, cum ar fi "postmodernism" (înseamnă "după modernism"), care a fost constatat în ultimii ani. Maniera sa proprie și manifestarea a determinat un număr de stiluri cu alte nume.
Stilurile care provin din alte regiuni, păstrează caracteristicile definitorii originale, dar preiau elemente noi, specifice noii regiuni, astfel încât stilul original continuă să se dezvolte, iar după ce se răspândește sau evoluează, apar stiluri noi. De exemplu, „Stilul Renașcentist” a început în Italia, în anii 1425 și sa răspândit în toată Europa de Vest, în următorii 200 de ani. Stilul Renașcentist italian manifestat în Franța a fost consacrat și denumit mai târziu Stilul Renascentist Francez, de asemenea în Belgia, Germania sau Anglia fiind recunoscut ca Stil Renascentist dar cu caracteristici  distincte și unice. Unele stiluri au fost răspândite prin intermediul colonialismului, fie prin migrația masiva a unei populații învățate din țara lor de origine, sau prin coloniștii, care s-au deplasat în alte țări. Un exemplu ar fi  misiunile spaniole din California, în secolul al 18-lea când preoții spanioli au adus specialiști din Spania, care au construit într-un stil unic.
După ce un stil este dominat de un altul și a ieșit din modă, există adesea treziri și reinterpretări. De exemplu, clasicismul a fost reînviat de mai multe ori, dând naștere neoclasicismului (însemnând "clasicism nou"). De fiecare de fiecare dată când a fost reînviat, acesta a fost diferit. Stilul Misiunea spaniolă a fost reînviat 100 mai târziu ca "Misiunea Renașterea", și în curând a evoluat dând naștere „Renascentismului Colonial Spaniol”.
Arhitectura vernaculară, care se manifestă și este proprie unei țări, lucrurile funcționează ușor diferit și este listată separat. Este o metodă nativă de construire, utilizată de obicei de localnici, cu ajutorul și capacitatea forței de muncă specifice locului, metode și materiale locale, și care sunt folosite de obicei pentru structuri mici, cum ar fi cabanele din mediul rural. Aceasta variază de la regiune la regiune chiar și în interiorul unei țări, și ia în considerare câte puțin din stilurile sau tehnologiile naționale. Pe măsură ce societatea occidentală sa dezvoltat, stilurile autohtone au devenit în cea mai mare parte depășite de noile tehnologii și de standardele naționale de construcție.

## Cronologia stilurilor
Cronologia este incompletă, puteți ajuta la completarea și dezvoltarea cronologiei sau a articolelor

### Preistoric
Civilizațiile timpurii au dezvoltat anumite stiluri, de cele mai multe ori independent, în diferite locații răspândite pe întreg cuprinsul globului. Arhitectura a fost de multe ori un amestec de stiluri rustice. Comunitățile timpurii dispuneau de unelte rudimentare, iar adăposturile construite de acestea erau din lemn brut, din pădurile locale, sau cel mult despicat în bârne, si din piatră brută sau foarte puțin cioplită. Cele din lemn s-au degradat și s-au pierdut în negura vremii, dar au rămas lucrări de terasament, masive și impresionante structuri din piatră. 
| - Arhitectura Feniciană - 3000-500 î.Hr. - Arhitectura Egipteană Antică - 3000 î.Hr. - 373 d.Hr. - Civilizația Minoică - 3000 î.Hr. (Insula Creta) - Civilizația Cnossos (Insula Creta) - Civilizația Miceniană, 1600-1100 î.Hr. (Micene, Grecia) - Arhitectura Sumeriană - 5300-2000 î.Hr. | - Antic Persan. - Arhitectura Ahmediană. - Arhitectura Sasanide. - Arhitectura Iraniană - secolul VIII, (Iran) - Gradinile Persane, (Iran) - Stilul Clasic - Hayat - Stilul Formal - Meidan (public) sau Charbagh, Grădina Persană, (privat) - Arhitectura Islamică, începând din 691 d.Hr. - Arhitectura Maură, începând din secolul VIII,(Nordul africii, Spania și Portugalia) - Arhitectura Otomană, 1300-1918 (Turcia) |

| - Arhitectura Indiană. - Arhitectura Bengaleză. - Arhitectura Karnataka. - Arhitectura Rococo Indiană. - Arhitectura Mauriană 321-185 î.Hr. (India) - Stilul Budist în templele budiste, secolul I d.Hr. - Arhitectura templelor Hindu, (3 stiluri hinduse); - Stilul Nagara - Stilul Dravidian, începând din 610-? - Stilul Vesara - (imbinarea stilurilor Nagara și Dravidian) - Arhitectura Badami Chalukya, Templele din India Centrală sau, 450-700 - Arhitectura Rashtrakuta, 750-983 (India Centrală și India de Sud) - Arhitectura Vestic Chalukya, în Gadag 1050-1200 - Arhitectura Hoysala, 900-1300 (Karnataka) - Arhitectura Vijayanagara, 1336-1565 (India de Sud) Arhitectura clasică a început în Grecia antică și Roma Antică. Stilul clasic provine de la civilizațiile mediteraneene antice, cum ar fi Cnossos, din insula Creta. Aceștea erau buni cunoscători în domenii precum matematica și geometria, pe care le-au aplicat cu succes în arhitectura, asfel încât au realizat și dezvoltat un stil de proporții, elaborat si de un înalt rafinament. - Stilul clasic, 600 î.Hr. - 323 d.Hr. - Grecia antică, 776-265 î.Hr. - Roma antică, 753 î.Hr. – 663 d.Hr. |